# Orgue à chats

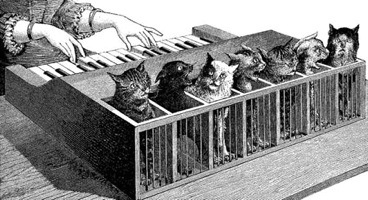
Orgue à chats (1883).

Un orgue à chats (parfois orgue-chat ou piano à chats) est un instrument de musique hypothétique constitué d'une série de boîtes dans lesquelles sont enfermés des chats, disposés par ordre de tessiture. La queue de chaque chat est attachée à une touche de clavier ; quand on frappe la touche, le chat miaule de douleur. Quelques-uns de ces instruments sont évoqués dans la littérature du XVIe siècle au XVIIIe siècle, mais rien ne prouve qu'il en ait jamais été construit un seul.

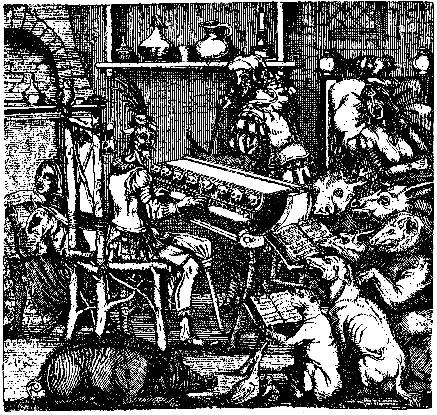
Illustration dans le Musiciana de Jean-Baptiste Weckerlin (1877).

Le plus ancien orgue à chats aurait été inventé en 1549 ; il est décrit par Jean-Baptiste Weckerlin dans Nouveau Musiciana : extraits d'ouvrages rares ou bizarres, anecdotes, lettres, etc. concernant la musique et les musiciens, publié en 1890 :

« Mais en fait de cacophonie, tout a été tenté, et nous voyons jusqu'à des concerts de chats pour ajouter à la pompe des fêtes religieuses qui eurent lieu à Bruxelles, en 1549, le jour de l'octave de l'Ascension, en l'honneur d'une image miraculeuse de la Vierge. Ce jour-là, pendant la procession et après le passage de l'archange Michel, on vit paraître un chariot sur lequel était assis un ours touchant de l'orgue. Le jeu de cet orgue était formé d'une vingtaine de chats enfermés séparément dans des caisses étroites. Au-dessus de ces caisses passaient les queues des animaux liées à des cordes attachées au registre de l'orgue et correspondant aux touches. […] L'ours, en pressant les touches de l'instrument vivant, tirait les queues des chats, ce qui leur faisait miauler des tailles, des dessus, des basses, d'une harmonie qui, sans aucun doute, devait être fort agréable à Dieu. »

Un orgue est également décrit par Athanasius Kircher dans Musurgia universalis (1650) ; ce modèle utilise une pointe sur chaque touche, qui pique la queue du chat.

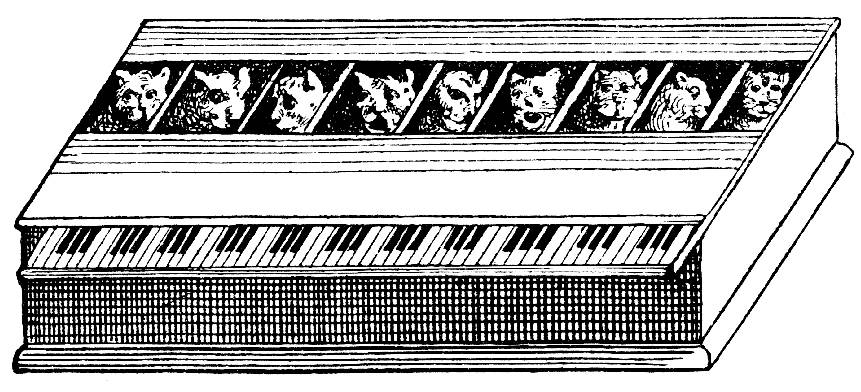
Illustration dans Magia universalis de Gaspar Schott.

On trouve une illustration de l'orgue à chat dans la série des Emblemata sæcularia, publiée en 1596 à Francfort par Johann Theodor de Bry (1561-1623). Plus tard, Gaspar Schott (1608–1666) publie une illustration précise de l'orgue à chat, dans Magia universalis (1657).
Weckerlin indique la présence d'un orgue à chats à Saint-Germain en 1753, puis à Prague en 1773. En Italie, un orgue à chats nommé Catano est présenté dans la Gazette musicale de Milan en 1892. Aux États-Unis, un concert de Cat Harmonicon avec quarante-huit chats est organisé en 1869.
En 1803, le psychiatre allemand Johann Christian Reil a indiqué l’orgue à chats comme thérapie pour des patients atteints de catatonie : il considérait que des patients forcés de voir et d'entendre un tel instrument seraient nécessairement bouleversés, et ainsi soignés.
Un orgue à chats a été reconstitué en 2010 – avec des chats en caoutchouc qui couinent – lors d'un éco-festival tenu à Londres, auquel assistait Charles III, alors prince de Galles, à la plus grande joie de celui-ci.